# 陈秋琦
陈秋琦（1980年7月4日—），广东梅州人，中国女子曲棍球運動員，亦為中国国家女子曲棍球队成員，司職前卫。

## 生平
陈秋琦曾代表中国女队在2004年奥林匹克运动会比赛中取得了第四名。她参加了所有6场比赛，并取得了一个进球。